# Плива Бебимикс „Чекаоница”
Плива Бебимикс „Чекаоница” је југословенски кратки филм из 1970. године. Режирао га је Антун Врдољак а сценарио је написао Наполеон Верикиос.

## Улоге
| Глумац              | Улога |
| ------------------- | ----- |
| Јасна Михаљинец     |       |
| Миливоје Мића Томић |       |